# Huparlac
Huparlac (okzitanisch: Uparlac) ist ein Ort und eine südfranzösische Gemeinde mit 252 Einwohnern (Stand: 1. Januar 2022) im Département Aveyron in der Region Okzitanien. Sie gehört zum Arrondissement Rodez und zum Kanton Aubrac et Carladez. Die Einwohner werden Huparlacois genannt.

## Lage
Huparlac liegt etwa 51 Kilometer nordnordöstlich von Rodez. Das Gemeindegebiet gehört zum Regionalen Naturpark Aubrac. Umgeben wird Huparlac von den Nachbargemeinden Saint-Symphorien-de-Thénières im Nordwesten und Norden, Argences en Aubrac im Norden, Nordosten und Osten, Cassuéjouls im Osten, Soulages-Bonneval im Südosten und Süden sowie Saint-Amans-des-Cots im Süden und Westen.

## Bevölkerungsentwicklung
| Jahr                       | 1962 | 1968 | 1975 | 1982 | 1990 | 1999 | 2006 | 2019 |
| Einwohner                  | 397  | 389  | 350  | 324  | 277  | 237  | 244  | 266  |
| Quellen: Cassini und INSEE |      |      |      |      |      |      |      |      |

## Sehenswürdigkeiten
- Kirche Saint-Jean-Baptiste aus dem 19. Jahrhundert
- Kapelle Le Roc, 1864 an einer Basaltformation erbaut
- Kapelle von Cocural
- Ruinen des Schlosses Cocural aus dem 14. Jahrhundert

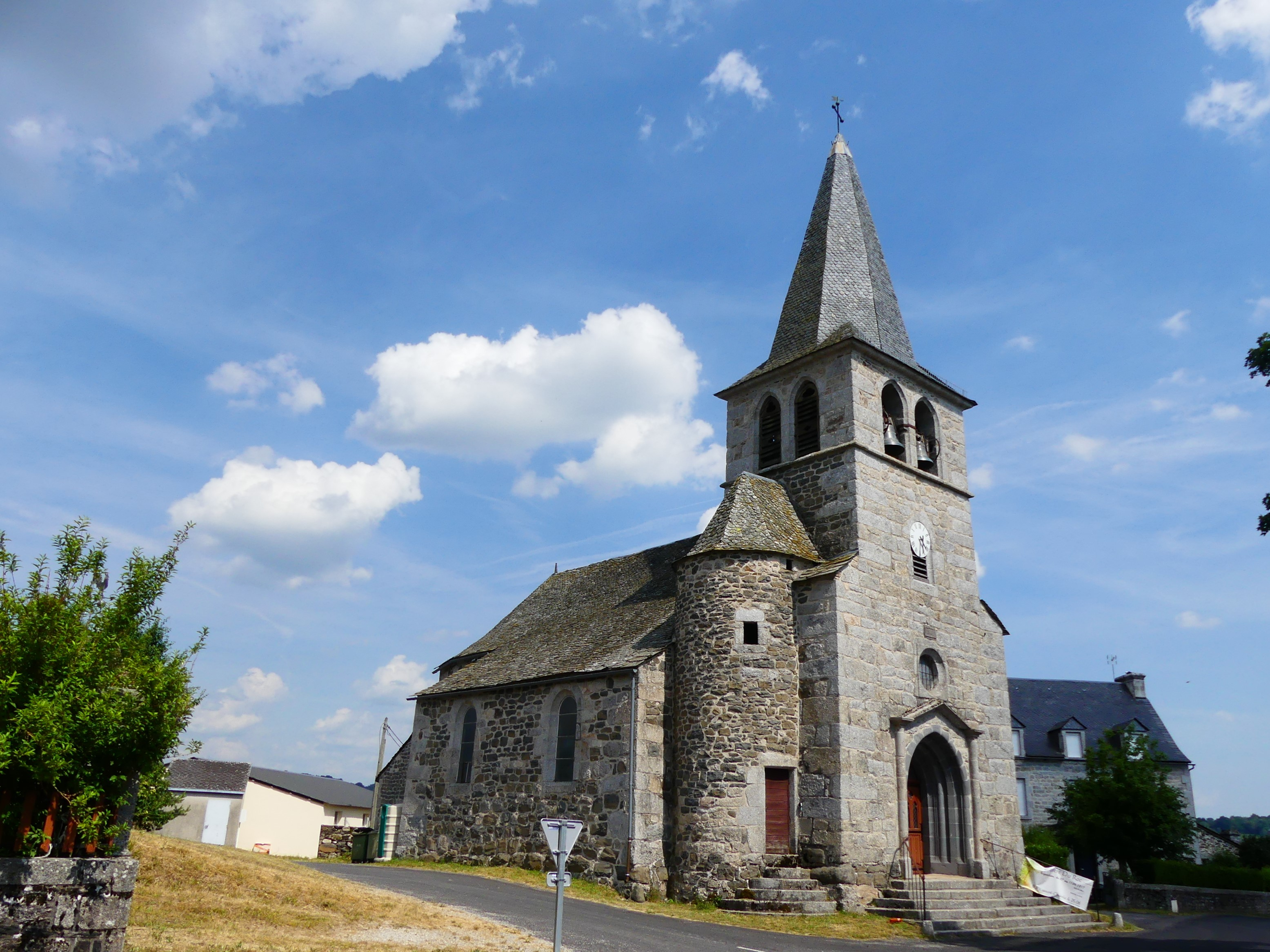
Kirche Saint-Jean-Baptiste